# Pelantaro
Pelantaro (auch Pelantarú, von Mapudungun pelontraru, etwa „scheinender Greifvogel“) war ein Toqui (Kriegshäuptling) der Mapuche des 16. und 17. Jahrhunderts im heutigen Kleinen Süden Chiles.

## Biographie

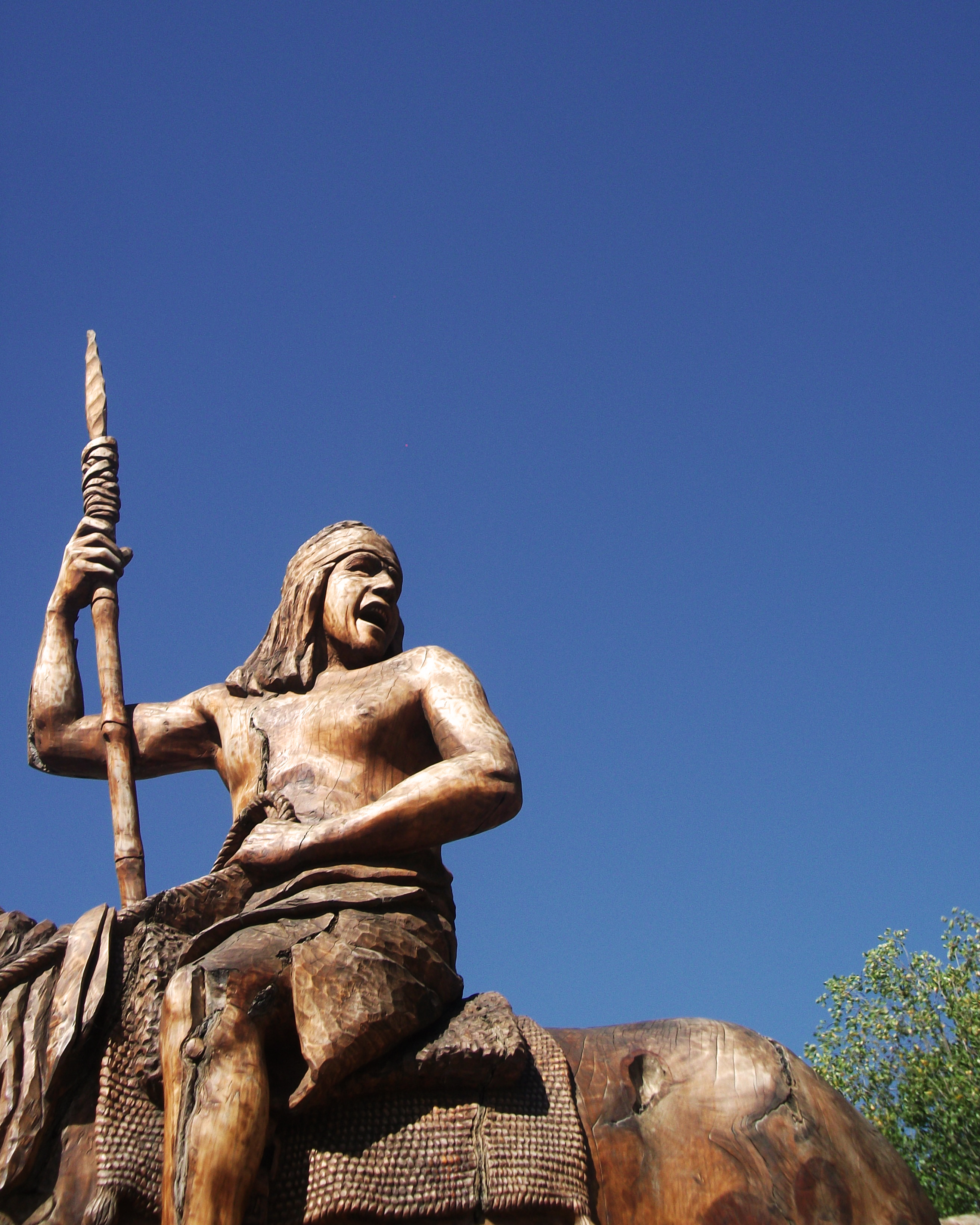
Pelantaro-Statue

Bei der 1598 beginnenden zweiten Rebellion der Mapuche war Pelantaro zunächst Vize-Toqui unter Paillamachu. Pelantaro und seinen Gefolgsleuten Anganamon und Guaiquimilla wird die Tötung des zweiten spanischen Gouverneurs Chiles zugeschrieben, Martín García Óñez de Loyola, während der Schlacht von Curalaba am 21. Dezember 1598. Diese Schlacht gilt als Ende der Conquista in der chilenischen Geschichte; laut Überlieferung wussten die angreifenden Mapuche zuerst gar nicht, dass sie gerade den Gouverneur getötet hatten.
Dem Desaster von Curalaba folgte die Zerstörung der sieben Städte südlich des Río Bío Bío von 1599 bis 1605: Santa Cruz de la Coya, Valdivia, Angol, La Imperial, Villarrica, Osorno und Arauco.
Als Kriegstrophäen und Chicha-Behälter führte Pelantaro stets die abgeschlagenen Köpfe Martín García Óñez de Loyolas und Pedro de Valdivias mit sich. Als Demonstration seines Willens zum Frieden übergab er sie 1608 den spanischen Kolonisatoren.
1616 wurde er für eineinhalb Jahre gefangen genommen; nach dem Tod des Gouverneurs Alonso de Ribera wurde er von dessen Nachfolger Fernando Talaverano Gallegos freigelassen.